# Steinkohl Erika
Steinkohl Erika (Szeghalom, 1974. szeptember 27.) magyar színésznő.

## Életpályája
Szeghalmon született, 1974. szeptember 27-én.

„Három éves voltam, amikor szüleimmel Körösladányból Békésre költöztünk. Ide jártam óvodába, általános iskolába és itt végeztem a gimnáziumot is. Ahogy átlépem a Békés táblát, mindig összeszorul a szívem, mert érzem hazajöttem.”

A Budapesti Operettszínház stúdiójában végzett. 1993-tól a Békéscsabai Jókai Színháznál indult pályája, 14 évig volt a társulat tagja, majd szabadúszó lett. Részt vett német nyelvű operett előadások nyugat-európai turnéin (Németország, Ausztria, Svájc, Hollandia, Dánia), szerepelt a Sziget Színház angol nyelvű Hair című musical előadásában, amellyel Németországban Ausztriában és Svájcban is felléptek. Vendégművészként játszott a Pesti Magyar Színházban, a Miskolci Nemzeti Színházban, a Szegedi Nemzeti Színházban szerepelt a székesfehérvári Vörösmarty Színházban, a Veszprémi Petőfi Színházban, a Veres 1 Színházban, és 2021-től a Turay Ida Színházban is. Állandó szereplője a televízióban is látható Aradi-Varga Show című szórakoztató műsornak, emellett műsorvezető az Újpest Televízióban.

## Fontosabb színházi szerepei
- Lope de Vega: A kertész kutyája... Dorotea, Diana szolgálója
- Borisz Lvovics Vasziljev: Csendesek a Hajnalok... Galja Csetvertak
- Makszim Gorkij: A nap fiai...  Lusa, szobalány
- Jevgenyij Lvovics Svarc: A király meztelen... Királylány
- Georges Feydeau: Osztrigás Mici... Osztrigás Mici
- Michel Tremblay: Sógornők... Ginette Menard, Linda barátnője
- Neil Simon – Cy Coleman – Dorothy Fields: Sweet Charity... Helene
- Neil Simon: Női furcsa pár... Vera
- Ray Cooney – John Chapman: Ne most, drágám!... Miss Tipdale
- Woody Allen: Semmi pánik... Frau Burns (Szultána)
- Agatha Christie: Az egérfogó... Mollie Ralston
- Paul Portner: Hajmeresztő... Határ Barbara, fodrászlány
- Ken Ludwig: Hajszál híján Hollywood... Eileen
- Pierre Chesnot: Hotel Mimóza... Paquerette, utcalány
- Peter Stona: Senki sem tökéletes, avagy nincs, aki hűvösen szereti... Vinni
- Vörösmarty Mihály: Csongor és Tünde... Tünde
- Csiky Gergely: Kaviár... Mariska, az idős kisasszonyok gyámleánya
- Jókai Mór: A gazdag szegények... Csicsonka, virágáruló leány
- Heltai Jenő: Naftalin... Ilka
- Görgey Gábor: Berta... Katica, veterán nyelvújító
- Pozsgai Zsolt: Szeretlek fény... Hedvig
- Thuróczy Katalin: Pastorale... Cora (énekesnő az olasz operatársulatnál)
- Nóti Károly – Zágon István – Harmath Imre: Hippolyt, a lakáj... Terka
- Oscar Wilde – Usztics Mátyás – Makrai Pál: Rózsák, szerelmek... Fehér rózsa
- Christian Schittenhelm: Da Vinci... Cecília
- Shaun McKenna – Charles Aznavour: Éljen az élet!... Chao-Kao
- Galt MacDermot – James Rado – Gerome Ragni: Hair... Sheila
- Várkonyi Mátyás – Miklós Tibor: Sztárcsinálók... Octavia
- Vajda Katalin: Anconai szerelmesek... Drusilla, római lány
- Bognár Zsolt – Kiss Stefánia: Jeanne d´Arc... Marie, francia királylány
- Medveczky Balázs – Zerkovitz Béla: Zerkovitz úr, ébresztő!... Koltói Anna primadonna; Bartus Szilvia primadonna
- Kálmán Imre: Csárdáskirálynő... Stázi
- Kálmán Imre: Cirkuszhercegnő... Miss Mable
- Lehár Ferenc: Cigányszerelem... Jolán
- Huszka Jenő: Mária főhadnagy... Panni
- Ábrahám Pál: Viktória... Riquette
- Grimm fivérek – Gulyás Levente: Csipkerózsika... Csipkerózsika
- Grimm fivérek – Gulyás Levente: Hamupipőke... Hamupipőke
- E. T. A. Hoffmann – Szurdi Miklós – Szomor György – Valla Attila: Diótörő és Egérkirály... Marika
- Charles Perrault – Nyírő Beáta – Frédéric Chopin: Hamupipőke... Tündér keresztanya
- Hans Christian Andersen: Hókirálynő... Gerda
- Rudyard Kipling – Topolcsányi Laura: A dzsungel könyve... Bagira, a párduc
- L. Frank Baum – Schwajda György: Óz, a nagy varázsló... Dorka
- Lewis Carroll – James Leisy: Alice... Alice
- Csukás István: Ágacska... Ágacska
- Békés József: Kardhercegnő... Akilla, teljes nevén: Akácillat
- Fésűs Éva – Gebora György: A csodálatos nyúlcipő... Csupafül, a kisnyuszi
- Balázs Ágnes: Andersen... szereplő
- Bozsó József: Mátyás és a bolondkirály... Libapásztor lány
- Bozsó József: Kukac Kata kalandjai... Mama és Csiga Bige; Kék Béka
- Bozsó József: Rigócsőr királyfi... Kocsmárosné
- Várkonyi T. András – Balogh Bodor Attila: Szupermancs... Pötyi
- Topolcsányi Laura: Hókirálynő... Varázslónő, Zorka
- Topolcsányi Laura – Berkes Gábor: Bubamara... Margit

## Filmek, tv
- Aradi Varga Show (ATV)
- Női szakasz; Művészbejáró (Újpest Televízió)
- Barátok közt – Huszár Beatrix, 2012) (RTL Klub)

## Koreográfia
- Török Tamás – Venyige Sándor – Lencsés Balázs: Eltüsszentett birodalom (2015)